# Systems of Romance
Systems of Romance je třetí studiové album anglické skupiny Ultravox (první vydané bez vykřičníku na konci názvu kapely). Vydáno bylo v roce 1978 společností Island Records a na jeho produkci se kromě členů kapely podíleli také Conny Plank a Dave Hutchins. Jde o poslední desku kapely, na níž zpíval John Foxx.

## Seznam skladeb
1. „Slow Motion“ – 3:29
2. „I Can't Stay Long“ – 4:16
3. „Someone Else's Clothes“ – 4:25
4. „Blue Light“ – 3:09
5. „Some of Them“ – 2:29
6. „Quiet Men“ – 4:08
7. „Dislocation“ – 2:55
8. „Maximum Acceleration“ – 3:53
9. „When You Walk Through Me“ – 4:15
10. „Just for a Moment“ – 3:10

## Obsazení
- Warren Cann – bicí, zpěv
- Chris Cross – baskytara, syntezátor, zpěv
- Billy Currie – klávesy, housle
- John Foxx – zpěv
- Robin Simon – kytara, zpěv